# Секунда (интервал)
Секунда (от латински secunda - „втора“) е музикален интервал, при който отстоянието между два тона в рамките на диатоничната тоналност е една степен - например между „до“ и „ре“, „фа“ и „сол“, „сол“ и „ла“, „си“ и „до“ в тоналността до мажор.
Секундата може да бъде „малка“ или „голяма“. При малката секунда отстоянието между степените е половин тон, при голямата – цял тон. При натуралния мажор има естествени малки секунди между трета и четвърта; седма и първа степен на лада (например до-диез и ре и сол-диез и ла при тоналност ла-мажор), всички останали секунди са естествено големи. В минорния лад естествените малки секунди са между втора и трета, както и между пета и шеста степен на лада (например ми и фа, ла и си-бемол при тоналност ре-минор). В цитираните случаи знаците за алтерация присъстват в арматурата на нотната запис.
Извън натуралния звукоред могат да бъдат добавяни повишени и понижени значения на степените, които съответно определят малки и големи секунди. Това се обозначава със знаци за алтерация, вмъкнати в основния музикален текст (поставят се пряко пред самата нота).
Известна е и т.нар. увеличена секунда – „хиатус“ – отстояние на тон и половина в рамките на лада – например между VI и VII степени, характерни за хармоничния мажор и минор, два хиатуса от тон и половина между II и III, VI и VII степен в бихармоничния мажор, и два хиатуса от тон и половина между III и IV, VI и VII степен в бихармоничния минор. Хиатусът е характерен за определени фолклорни райони в България, както и за източното църковно пеене.